# 克赛诺丰多斯修道院

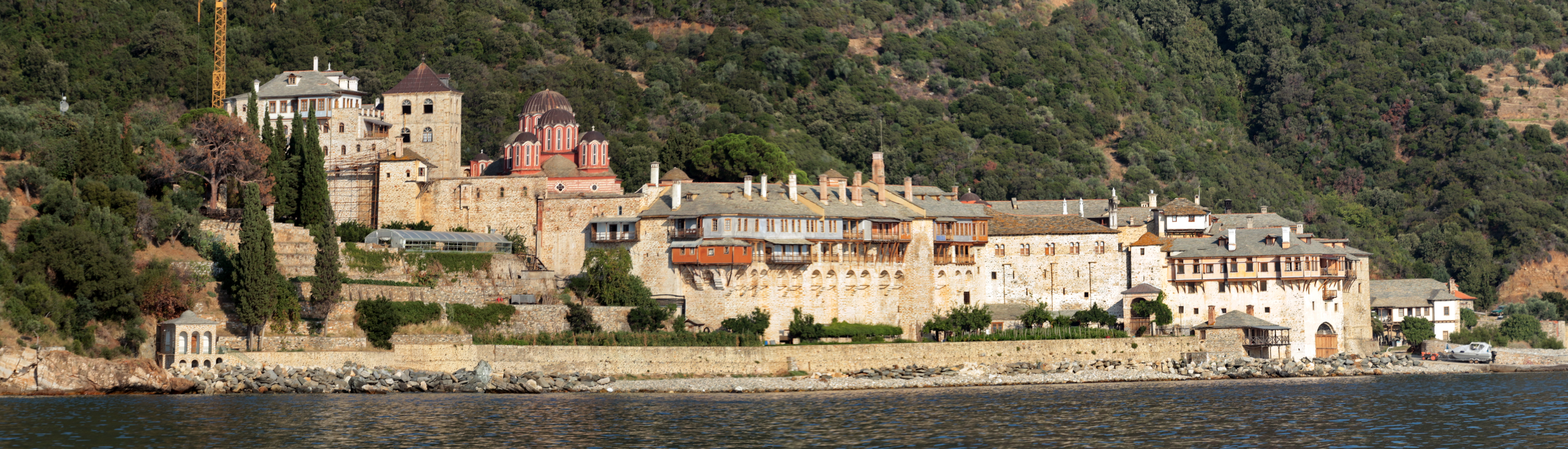

克赛诺丰多斯修道院 (希臘語：Μονή Ξενοφώντος；英语：Xenophontos monastery) 是希腊阿索斯山的一座东正教修道院，名列第16位。
它矗立在海边，在圣山半岛的西部海岸。它建于十或十一世纪。修道院供奉圣乔治，内部有11个小堂，外部有6个小堂。教堂建于1821年希腊革命前夕，为新古典主义风格。它也许是阿索斯山最好的传统拜占庭唱诗班席，拥有完美的音响效果，只有瓦托派季乌修道院和圣额我略修道院是其竞争者。2015年，希腊政府和欧盟提供的资金进行维修。修道院有55名修士，大部分为希腊人有2名美国人。
图书馆有300册手稿和4000本印刷书籍。

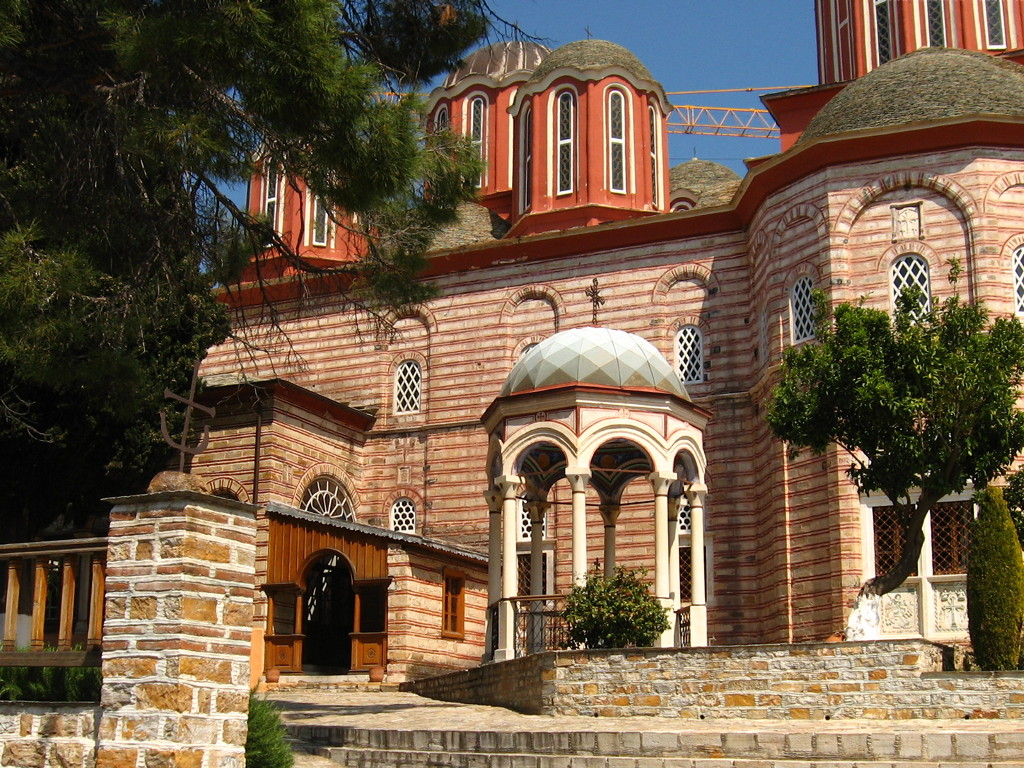
新教堂
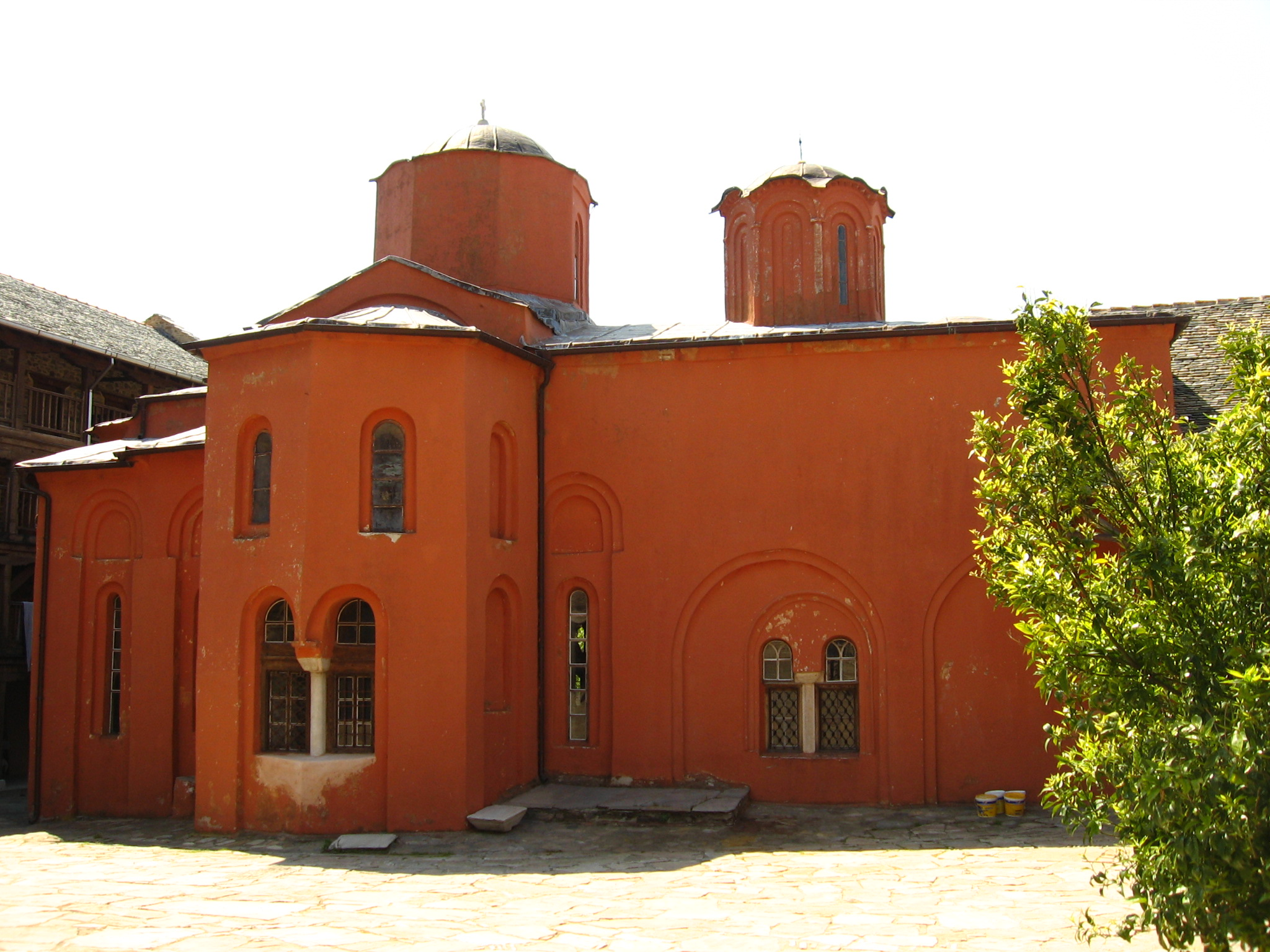
老教堂
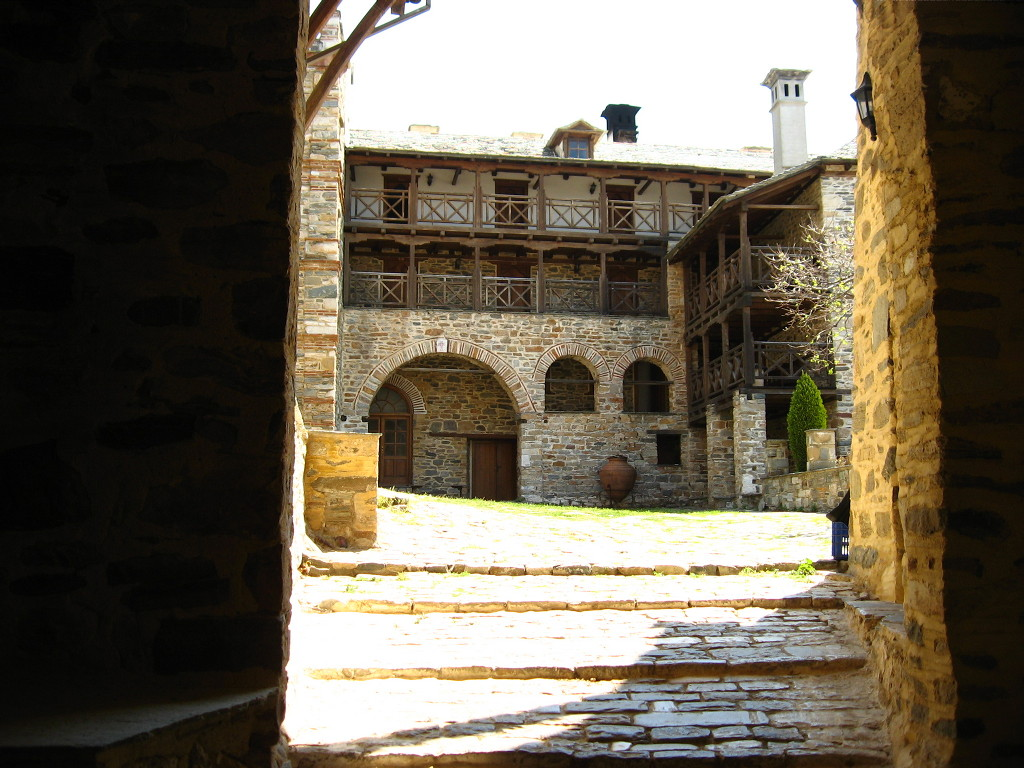
院子